# 十大刺客
《十大刺客》（英語：The Ten Assassinations）是香港麗的電視製作的電視單元劇，電視台以野史加上原創編出十個刺客故事，每個單元五集，合共50集，由鍾景輝監製，本劇首播於1976年8月30日。

## 單元故事
| 播放次序 | 名稱       | 時代 | 刺客   |
| -------- | ---------- | ---- | ------ |
| 1        | 魚腸劍     | 春秋 | 專諸   |
| 2        | 刺馬       | 清   | 張文祥 |
| 3        | 聶政       | 戰國 | 聶政   |
| 4        | 呂四娘     | 清   | 呂四娘 |
| 5        | 荊軻       | 戰國 | 荊軻   |
| 6        | 干將莫邪   | 春秋 | 尺眉   |
| 7        | 秋瑾       | 清   | 秋瑾   |
| 8        | 費貞娥刺虎 | 明   | 費貞娥 |
| 9        | 擊衣       | 戰國 | 豫讓   |
| 10       | 大刀王五   | 清   | 王正誼 |

## 主要演員

### 魚腸劍
- 羅石青 飾 專諸
- 陳有后 飾 吳王僚
- 張瑛 飾 伍員
- 潘志文 飾 姬兄
- 謝依齡 飾 巧儀
- 張廣暉 飾 公子勝
- 韓義生 飾 慶忌
- 司馬華龍 飾 披離
- 區嶽 飾 掩餘
- 尹發 飾 燭庸
- 李月清 飾 專諸母
- 黃樹棠 飾 阿忠

### 刺馬
- 黃樹棠 飾 張文祥
- 關偉倫 飾 馬新貽
- 陳曼娜 飾 孫蘭
- 譚榮傑 飾 石錦標
- 陳中堅 飾 喬巡撫
- 蔡水清 飾 曹之完
- 吳傑強 飾 馬忠信
- 陳承國 飾 陳廷富

### 聶政
- 劉緯民 飾 聶政
- 譚一清 飾 俠累
- 張瑛 飾 嚴仲子
- 司馬華龍 飾 韓山堅
- 梁雪薇 飾 聶瑩
- 黃曼梨 飾 聶政母
- 盧愛蓮 飾 鳳姑
- 伍永森 飾 韓列侯
- 王超 飾 秦國大使
- 周吉 飾 俠累謀臣
- 許英秀 飾 鳳姑爺

### 呂四娘
- 黃莎莉 飾 呂四娘
- 劉志榮 飾 雍正帝
- 張瑛 飾 康熙帝
- 韓義生 飾 了因
- 關偉倫 飾 白泰官
- 朱鐵和 飾 甘鳳池
- 潘志文 飾 沈在寬
- 陸柱石 飾 胤禵
- 許英秀 飾 曾靜
- 陳中堅 飾 隆科多
- 譚一清 飾 呂葆中
- 陳承國 飾 韓重山
- 楊和 飾 呂信

### 荊軻
- 郭鋒 飾 荊軻
- 陳振華 飾 太子丹
- 李影 飾 如姬
- 良鳴 飾 高漸離
- 張清 飾 秦王政
- 陳中堅 飾 田光
- 張瑛 飾 李斯
- 阮令濤 飾 蒙恬
- 梁漢威 飾 李信
- 伍永森 飾 王翦
- 陳有后 飾 鞠武
- 黃樹棠 飾 蓋聶
- 孟浪 飾 秦舞陽
- 譚一清 飾 田太尉
- 李松光 飾 樊於期
- 鄭君綿 飾 夏無且
- 區嶽 飾 容司空
- 司馬華龍 飾 趙御史

### 干將莫邪
- 潘志文 飾 干將
- 伍秀芳 飾 莫邪
- 徐小明 飾 尺眉
- 許紹雄 飾 吳王
- 周麗娟 飾 倩兒
- 蘇淑萍 飾 王妃
- 王超 飾 燕樂
- 小麒麟 飾 神秘客
- 許英秀 飾 風凌子

### 秋瑾
- 歐陽佩珊 飾 秋瑾
- 黃莎莉 飾 吳芝瑛
- 張瑛 飾 恩銘
- 潘志文 飾 徐錫麟
- 黃曼梨 飾 慈禧
- 陳振華 飾 光緒帝
- 李影 飾 珍妃
- 陸柱石 飾 吳越
- 劉緯民 飾 王廷鈞
- 徐小明 飾 陳天華
- 謝依齡 飾 香蓮
- 張惠儀 飾 月仙
- 梁漢威 飾 馮懋龍
- 伍永森 飾 顧松
- 陳有后 飾 縣官
- 吳回 飾 大使
- 譚一清 飾 張兆卿
- 朱鐵和 飾 馬忠漢

### 費貞娥刺虎
- 盧愛蓮 飾 費貞娥
- 韓義生 飾 羅虎
- 陳振華 飾 崇禎帝
- 鄭君綿 飾 王承恩
- 禤素霞 飾 長平公主
- 江雪 飾 周皇后
- 謝依齡 飾 綠兒
- 張惠儀 飾 阮玲
- 梁雪薇 飾 魏華
- 關偉倫 飾 方國忠
- 黃樹棠 飾 李自成
- 伍永森 飾 宋獻策
- 南鳳 飾 劉貴妃
- 蕭山仁 飾 副將
- 司馬華龍 飾 何新
- 陳中堅 飾 周公公
- 周吉 飾 縣官
- 高雄 飾 李健
- 陳承國 飾 周總兵
- 岑仲文 飾 李國楨
- 張帆 飾 鞏永固
- 尹偉諾 飾 太子

### 擊衣
- 羅石青 飾 豫讓
- 關偉倫 飾 張孟談
- 譚榮傑 飾 智國
- 譚一清 飾 智伯
- 李影 飾 玄娥
- 張清 飾 趙襄子
- 區嶽 飾 韓虎

### 大刀王五
- 羅石青 飾 王正誼(大刀王五)
- 黃曼梨 飾 慈禧
- 陳振華 飾 光緒帝
- 譚一清 飾 袁世凱
- 陳有后 飾 榮祿
- 張瑛 飾 翁同龢
- 韓義生 飾 韓福田
- 潘志文 飾 譚嗣同
- 李影 飾 李閏

## 軼事
- 本劇其中一個單元《大刀王五》在1976年首播時與無綫電視單元劇集《近代豪俠傳》中的《大刀王五》在同一星期播出爭奪收視。
- 因片源損毀，本劇重播版本缺少《魚腸劍》第二集、《大刀王五》第二、三集。
- 無綫電視在1996年拍攝同類型劇集《大刺客》此劇監製楊錦泉在1970年代於麗的電視任職助理編導、編導。